# Comarca de Las Vegas
Segons la Guía de Turismo Rural y Activo, editada per la Direcció General de Turisme (Conselleria de Cultura i Turisme) de la Comunitat de Madrid, la Comarca de Las Vegas és una de les Comarques de la Comunitat de Madrid. Té una extensió de 1378,13 km² i està banyada pels rius Tajo, Tajuña i Jarama.

## Municipis de la comarca
La comarca està formada pels següents municipis, amb la superfície en kilòmetres quadrats, i la població de 2006.
| Municipi              | Superfície | Població |
| --------------------- | ---------- | -------- |
| Total comarca         | 1378,13    | 129230   |
| Ambite                | 26         | 394      |
| Aranjuez              | 189,13     | 46283    |
| Belmonte de Tajo      | 23,71      | 1266     |
| Brea de Tajo          | 44,33      | 516      |
| Carabaña              | 47,58      | 1526     |
| Chinchón              | 115,91     | 4943     |
| Ciempozuelos          | 49,64      | 18764    |
| Colmenar de Oreja     | 114,32     | 7247     |
| Estremera             | 79,1       | 1297     |
| Fuentidueña de Tajo   | 60,59      | 1799     |
| Morata de Tajuña      | 45,2       | 6548     |
| Orusco de Tajuña      | 21,51      | 1017     |
| Perales de Tajuña     | 48,92      | 2469     |
| San Martín de la Vega | 105,93     | 15677    |
| Tielmes               | 26,88      | 2468     |
| Titulcia              | 9,95       | 914      |
| Valdaracete           | 64,31      | 604      |
| Valdelaguna           | 42,13      | 741      |
| Valdilecha            | 42,48      | 2326     |
| Villaconejos          | 32,97      | 3070     |
| Villamanrique de Tajo | 29,32      | 701      |
| Villar del Olmo       | 27,62      | 1947     |
| Villarejo de Salvanés | 118,62     | 6713     |